# Pałeczki

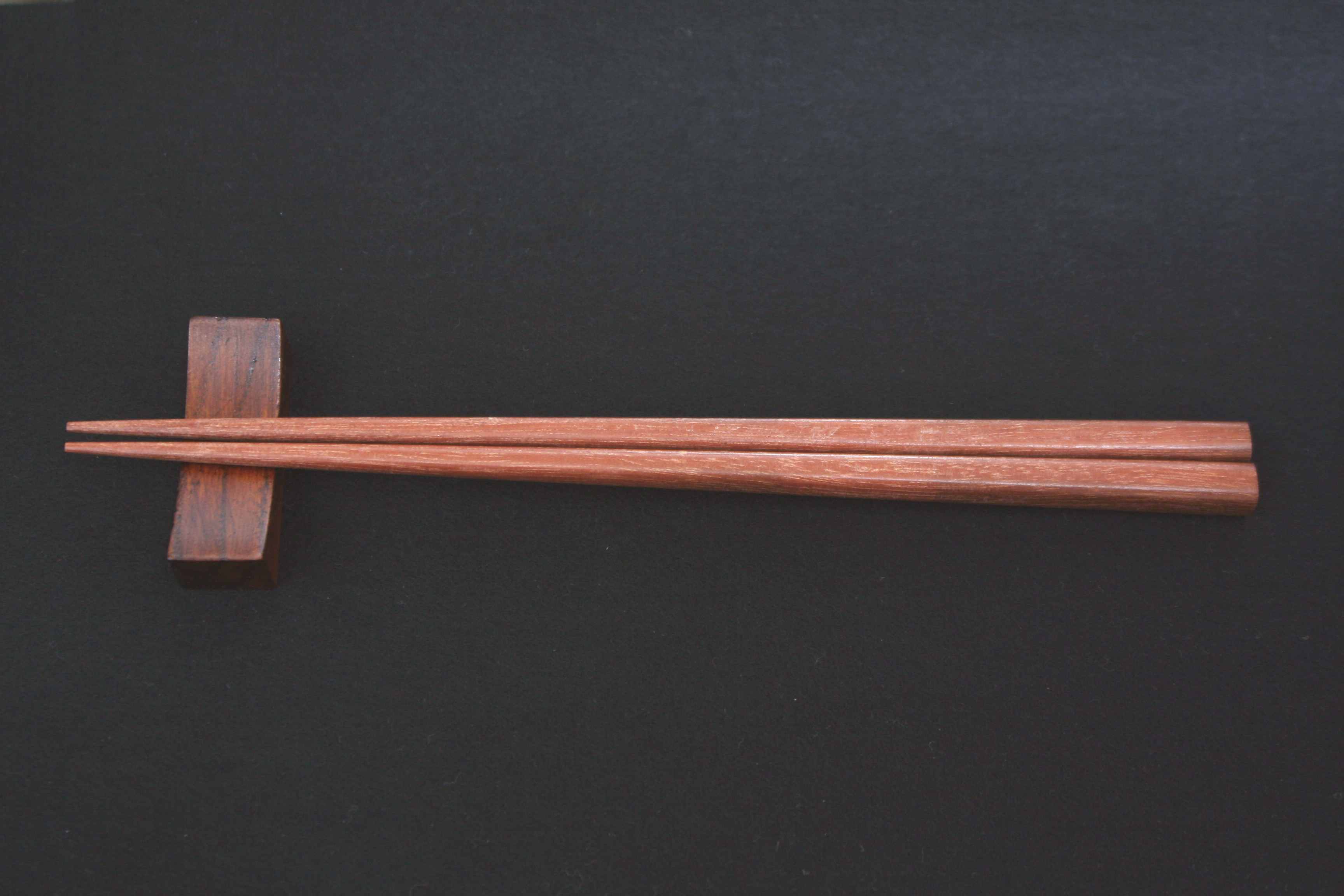
Pałeczki

Pałeczki – para pałeczek wykonanych zwykle z: drewna, bambusu, plastiku, metalu, czasem zdobione, używane w niektórych krajach Dalekiego Wschodu jako sztućce. Są to najpopularniejsze sztućce na świecie – używają ich ponad dwa miliardy ludzi.

## Rodzaje
Pałeczki różnią się następującymi cechami:
- długością; bardzo długie pałeczki, ok. 30-40-centymetrowe, używane są do przygotowywania posiłków: gotowania, smażenia, a także do nakładania potraw gościom przez obsługę. W Japonii nazywają się saibashi. Krótsze używane są jako sztućce do jedzenia potraw, ale również mogą być używane do gotowania;
- wytwarzane są z różnych materiałów, m.in. z: bambusa, porcelany, ceramiki, plastiku, drewna, kości, metalu, żadów (nefrytu, jadeitu) czy kości słoniowej;
  - bambusowe i drewniane pałeczki są tanie, wygodne w użyciu, nie przewodzą ciepła. Dzięki matowej powierzchni jedzenie się z nich nie wyślizguje. Jednorazowe pałeczki, które podaje się w większości azjatyckich restauracji oraz te do gotowania są wykonywane z drewna lub bambusa i nie są lakierowane. Te jednorazowe są jak jeden nacięty kawałek drewna – każdy sam musi je rozdzielić do końca. W Japonii nazywane są waribashi;
  - plastikowe pałeczki są tanie, lecz nie nadają się do gotowania z powodu wysokiej temperatury, która może je zniszczyć oraz wywołać toksyczną reakcję chemiczną, mogą być dekorowane;
  - metalowe są droższe od pozostałych pałeczek. Używane są głównie w Korei. Zapewniają mniejszy komfort w porównaniu z drewnianymi, z powodu swej śliskiej powierzchni;
  - pałeczki wykonane z innych materiałów, np. ze złota, srebra, kości słoniowej, żadów, są towarami luksusowymi.

## Sposób używania pałeczek
1. Jedną pałeczkę opiera się na łuku pomiędzy kciukiem a palcem wskazującym. Podtrzymuje ją palec serdeczny.
2. Drugą pałeczkę umieszcza się ponad pierwszą, równolegle do niej, przy czym palec wskazujący pełni rolę prowadzącego.
3. Górna pałeczka jest pałeczką ruchomą i tylko nią się porusza.

## Błędy w używaniu pałeczek
Istnieje wiele błędów i nietaktów, które można popełnić, jedząc pałeczkami. W języku japońskim większość z nich ma swoją nazwę. Zasady mogą się nieco różnić w kuchni chińskiej, japońskiej i innych krajów Dalekiego Wschodu. Najczęstsze błędy w japońskim savoir-vivrze to (słownictwo w języku japońskim):
- tsuki-bashi – nabijanie jedzenia na pałeczkę
- neburi-bashi – oblizywanie pałeczek
- hotoke-bashi – wbijanie pałeczek w miseczkę ryżu (oznacza to ofiarowanie jedzenia przodkom)
- utsushi-bashi – podawanie jedzenia innym osobom za pomocą pałeczek (w Chinach można to robić tylko pomiędzy bliskimi osobami, a w Korei w ogóle nie jest to uważane za nietakt[1])
- kaki-bashi – trzymanie miski przy ustach i wyjadanie pałeczkami resztek dania (ale w Chinach jest to uważane za całkowicie normalne[3])
- saguri-bashi – mieszanie zupy pałeczkami
- choku-bashi – nakładanie jedzenia ze wspólnej miski własnymi pałeczkami, zamiast pałeczkami do podawania jedzenia
- mochi-bashi – trzymanie miseczki i pałeczek w jednej ręce
- namida-bashi – trzymanie kawałka potrawy w taki sposób, że ścieka z niej sos
- mayoi-bashi – machanie pałeczkami nad daniem podczas zastanawiania się, co wybrać.

Ponadto pałeczki należy kłaść częścią stykającą się z jedzeniem na specjalnej podstawce – hashioki. Niestosowanie się do powyższych zaleceń może narazić kogoś na śmieszność lub nawet być poczytane za nietakt.

## Galeria

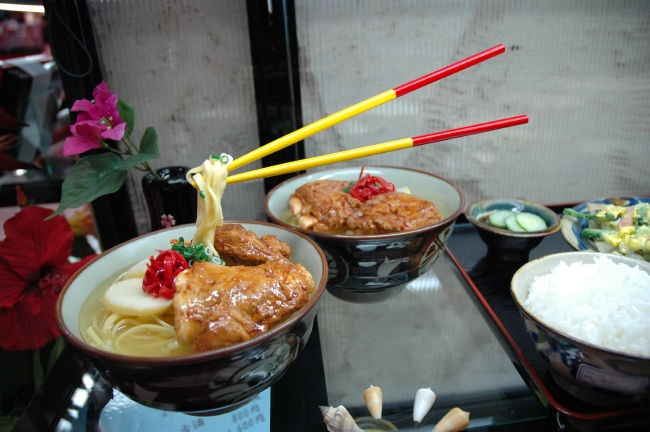
Okinawa – atrapa plastikowa przed barem
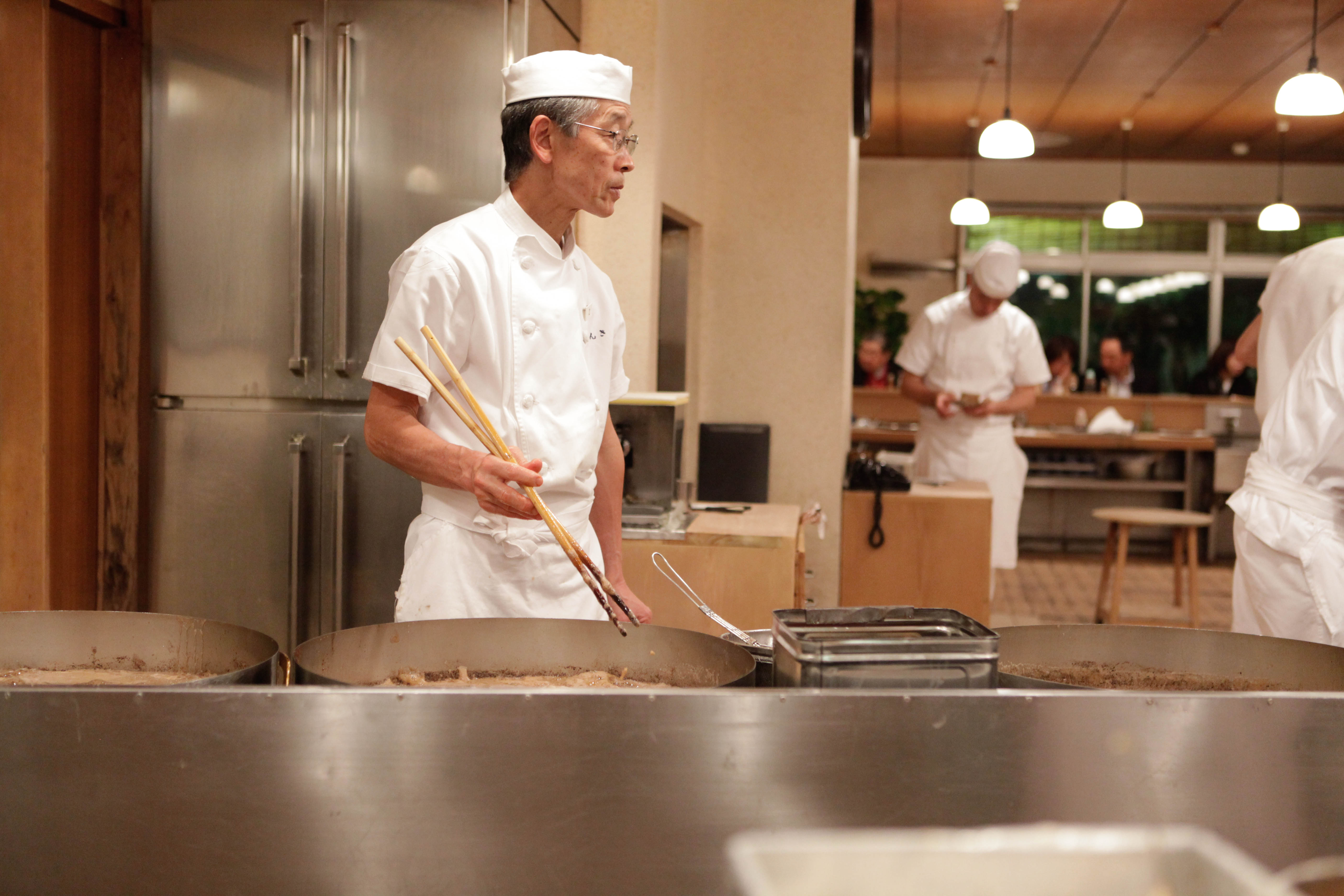
Tokio, bar tonkatsu „Tonki” – saibashi w rękach kucharza
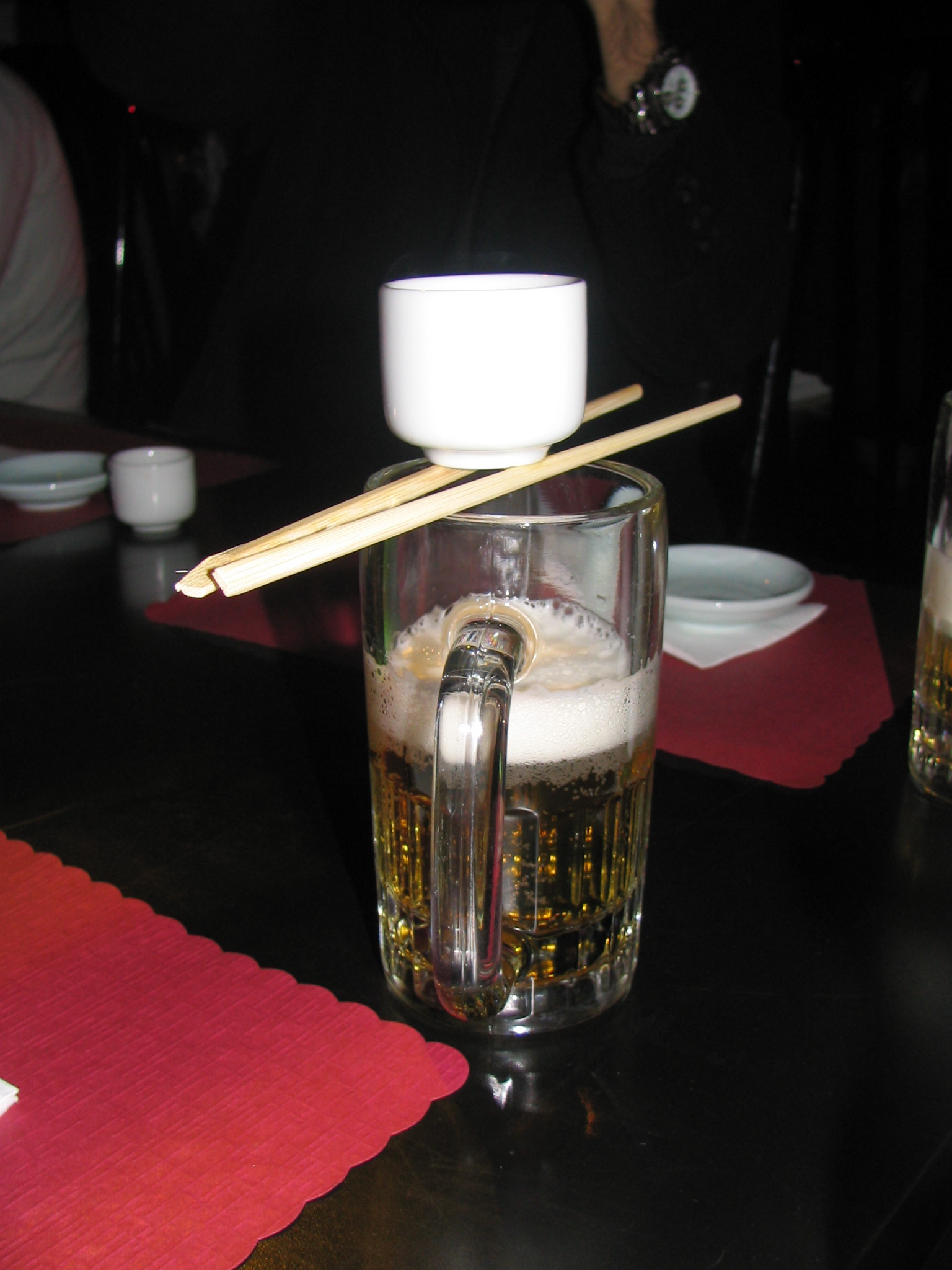
Pałeczki jako konstrukcja przy sporządzaniu koktajlu „sake bomb”
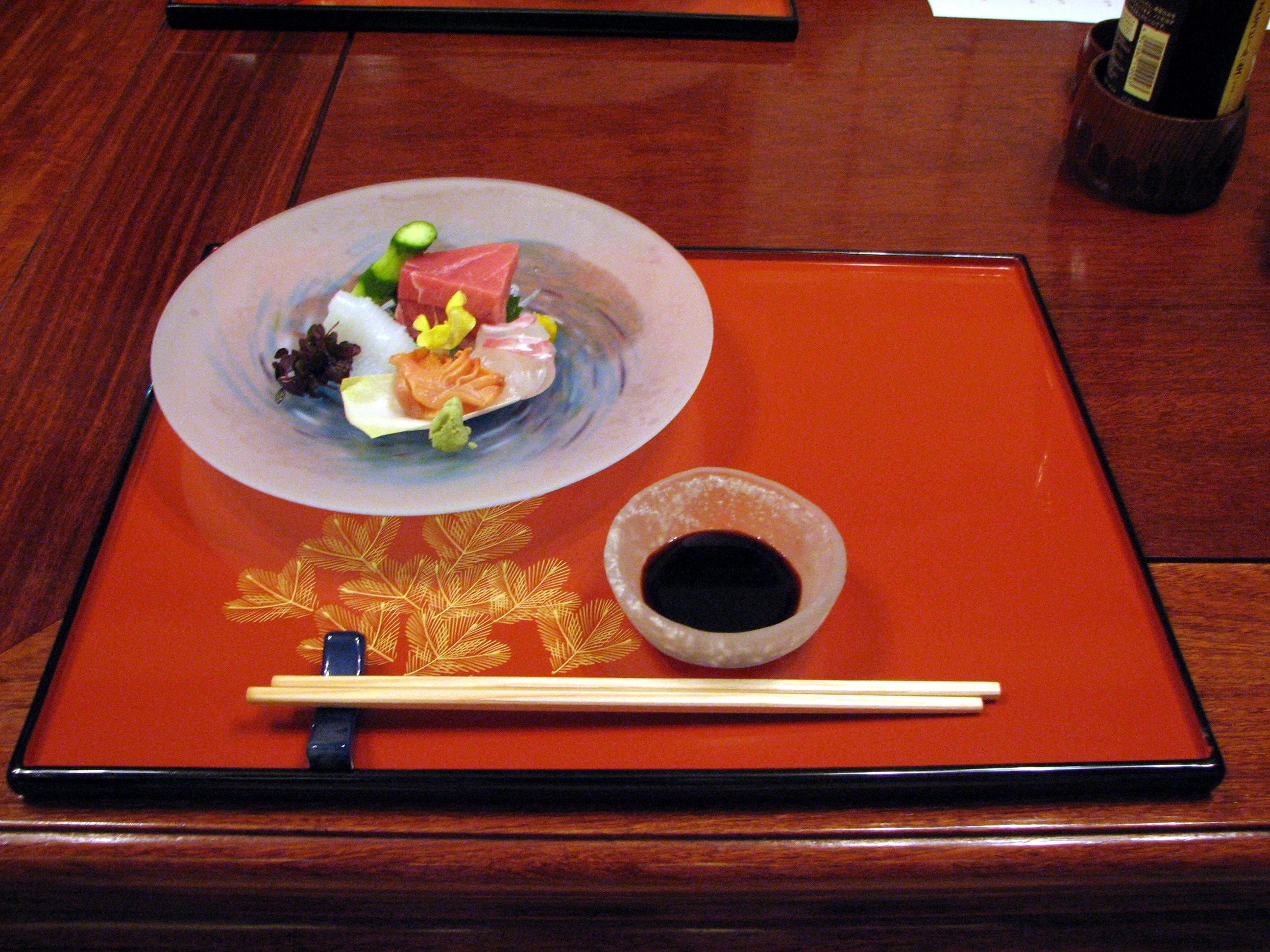
Tradycyjny posiłek